# 王向遠
王向遠（1962年10月1日—），山東省臨沂市人，中華人民共和國著名著作家、翻譯家，東方文學與比較文學學者。1984年本科毕业于曲阜师范学院，1987年在北京師範大學获硕士学位并留校任教，1996年在北京师范大学获博士学位，同年开始担任北京师范大学教授。現在在廣東外語外貿大學任教。
著有《王向遠著作集》（全十卷）、《日本之文與日本之美》、《“筆部隊”和侵華戰爭：對日本侵華文學的研究與批判》、《和文漢讀：王向遠教授講日本文學》《坐而論道：王向遠教授講比較文學與翻譯文學》等；譯有《日本古典文論選譯》（全四卷）、《審美日本系列》（全四卷）等。